# Quingentole
Quingentole är en ort och kommun i provinsen Mantua i regionen Lombardiet i Italien. Kommunen hade 1 172 invånare (2018).